# Ha’il (prowincja)
Ha’il (arab. حائل) – jest jedną z 13 prowincji Arabii Saudyjskiej. Znajduje się w północnej części kraju.